# .gp
.gp je vrhovna internetska domena (country code top-level domain - ccTLD) za Gvadalupu. Domenom upravlja Networking Technologies Group (nic.gp).

## Vanjske poveznice
- IANA .gp whois informacija  Arhivirana inačica izvorne stranice od 11. listopada 2008. (Wayback Machine)